# Онцо
Онцо (итал. Onzo) је насеље у Италији у округу Савона, региону Лигурија.
Према процени из 2011. у насељу је живело 223 становника. Насеље се налази на надморској висини од 433 м.

## Становништво
Према резултатима пописа становништва 2011. у општини је живело 234 становника.
| 1931. | 1936. | 1951. | 1961. | 1971. | 1981. | 1991. | 2001. | 2011. |
| ----- | ----- | ----- | ----- | ----- | ----- | ----- | ----- | ----- |
| 371   | 368   | 335   | 300   | 287   | 249   | 229   | 223   | 234   |